# Жінки в країнах Африки

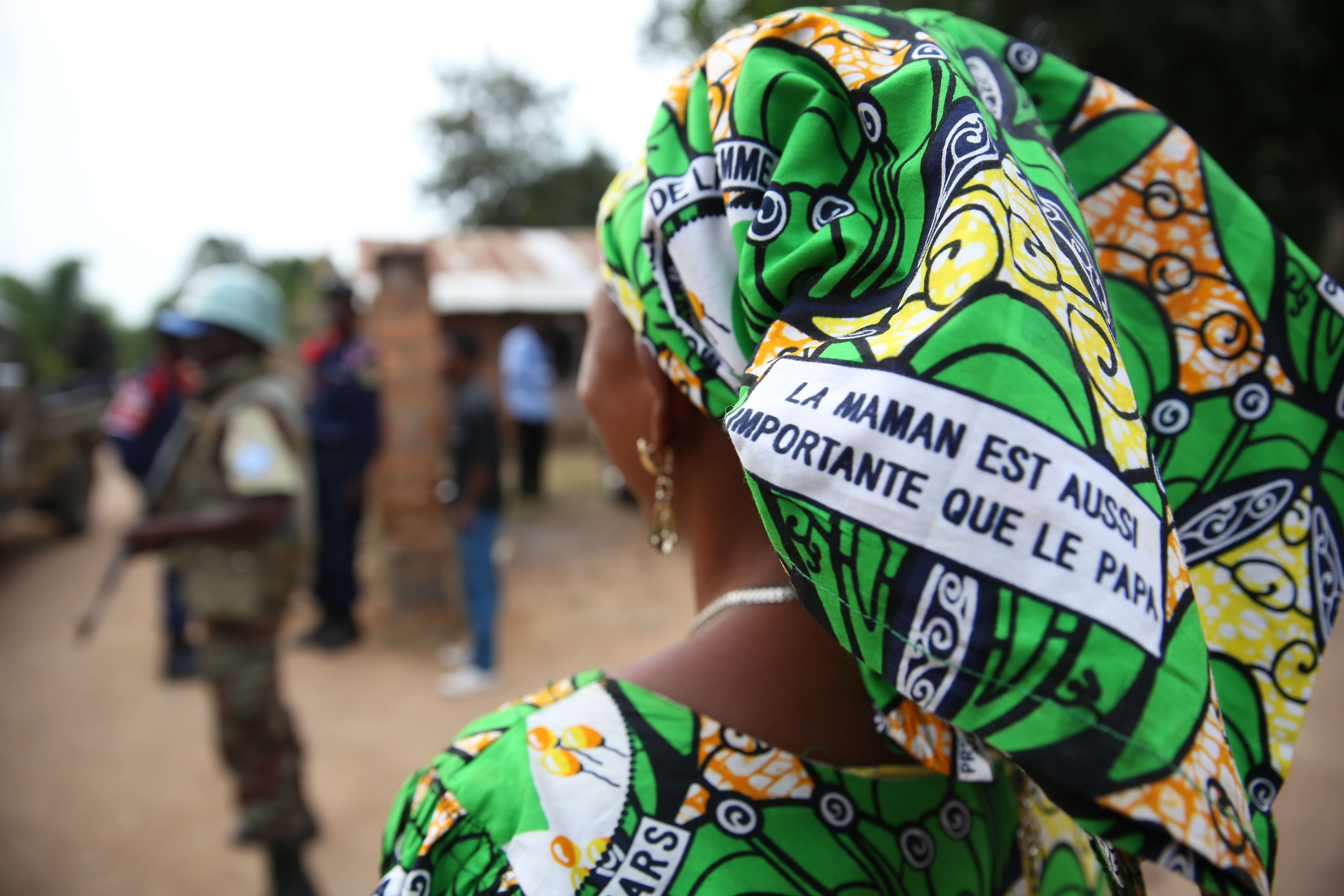
Жінка з Конго захищає та просуває права жінок за допомогою фрази, надрукованої на її хустці, 2015 рік

Жінки Африки стикаються з сильною гендерною нерівністю, як-от непропорційний рівень бідності, низький рівень освіти, погане здоров’я та харчування, відсутність політичної влади, обмежена участь у робочій силі, домашнє насильство, калічення геніталій, примусові шлюби, покупка наречених, дитячі шлюби та материнська смертність внаслідок підліткових вагітностей і небезпечних абортів, високий рівень зґвалтувань (див. Корекційне зґвалтування, Сексуальне насильство в Південно-Африканській Республіці).
При цьому статус жінок в Африці різниться залежно від країни та регіону. Наприклад, Руанда є єдиною країною у світі, де жінки займають більше половини місць у парламенті — 51,9% станом на липень 2019 року, а Марокко має лише одну міністерку у своєму кабінеті. Значні зусилля для досягнення гендерної рівності були зроблені під час заснування Африканської хартії прав людини і народів, яка заохочує держави припинити дискримінацію та насильство проти жінок. За винятком Марокко та Бурунді, усі африканські держави прийняли цю хартію.

## Дослідження історії африканських жінок

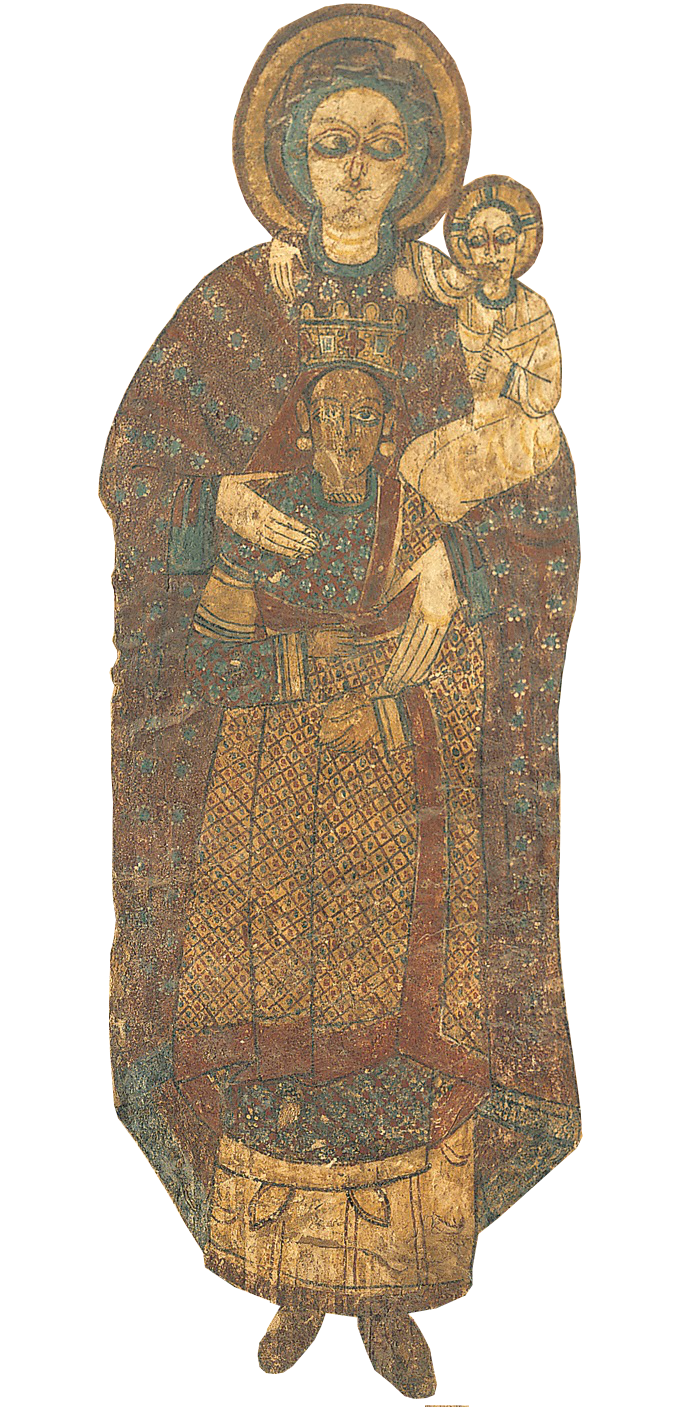
Фреска макурської дворянки, яку захищає Діва Марія, 12 століття

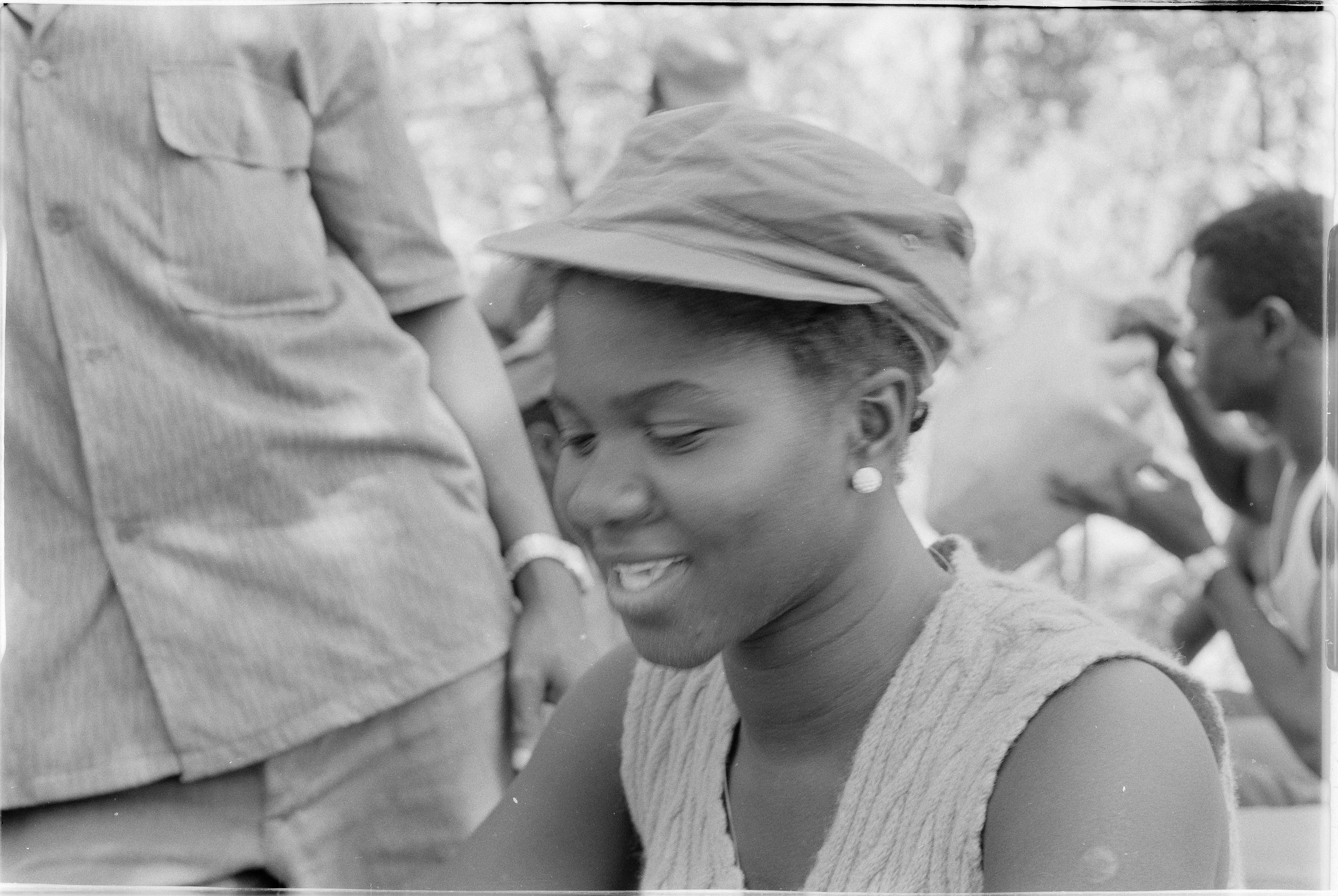
Солдатка визвольної армії PAIGC грає в карти, Гвінея-Бісау, 1973 р.

Вивчення історії жінок Африки з'явилося як галузь відносно швидко після того, як історія Африки стала шанованим академічним предметом. Такі історики, як Ян Вансіна та Волтер Родні, змусили західну академічну спільноту визнати існування доколоніальних африканських суспільств і держав після африканських рухів за незалежність 1960-х років, хоча вони в основному зосередилися на історії чоловіків. Естер Бозеруп, дослідниця історичної економіки, опублікувала новаторську книгу «Роль жінок в економічному розвитку» у 1970 році. Ця робота проілюструвала центральну роль, яку жінки відігравали в історії Африки як виробниці економіки. Існує ціла низка досліджень, зокрема: дослідження Джорджа Брукса 1976 року про торгівчинь у доколоніальному Сенегалі, дослідження Маргарет Джин Гейс 1976 року про те, як економічні зміни в колоніальній Кенії вплинули на жінок Луо, і Дослідження Крістін Манн 1985 року про шлюб у Нігерії. Історики обговорювали роль і статус жінок у доколоніальному та колоніальному суспільстві, досліджували, як жінки справлялися зі змінами форм пригнічення. Також було розкрито роль жінок у національній боротьбі за незалежність, і навіть виник дискурс щодо того, що категорія «жінка» в деяких випадках не може застосовуватися в доколоніальних контекстах. Протягом століть жінки були важливими історичними, економічними та соціальними акторами практично в кожному регіоні Африки.
Існують численні короткі дослідження жінок в африканських країнах.  Багато досліджень зосереджені на історичній ролі та статусі жінок у певних країнах і регіонах, таких як Єгипет, Ефіопія, Марокко, Нігерія, Лесото, та країн Африки на південь від Сахари. Останнім часом вчені зосередилися на еволюції жіночого статусу протягом історії Африки. Вони вивчають менш поширені джерела, такі як пісні з Малаві, техніки ткацтва в Сокото та історичну лінгвістику.
У своїх роботах відомі африканські письменники та письменниці зосереджували увагу на проблемах жінок в Африці. Зокрема Наваль Ель Саадаві («Жінка в нульовій точці» та «Приховане обличчя Єви»), Флора Нвапа («Ефуру»), Ама Ата Айду («Анова», «Зміни»:Історія кохання») і Бучі Емечета («Ціна нареченої», «Рабиня», «Радощі материнства»).

## Насильство проти жінок

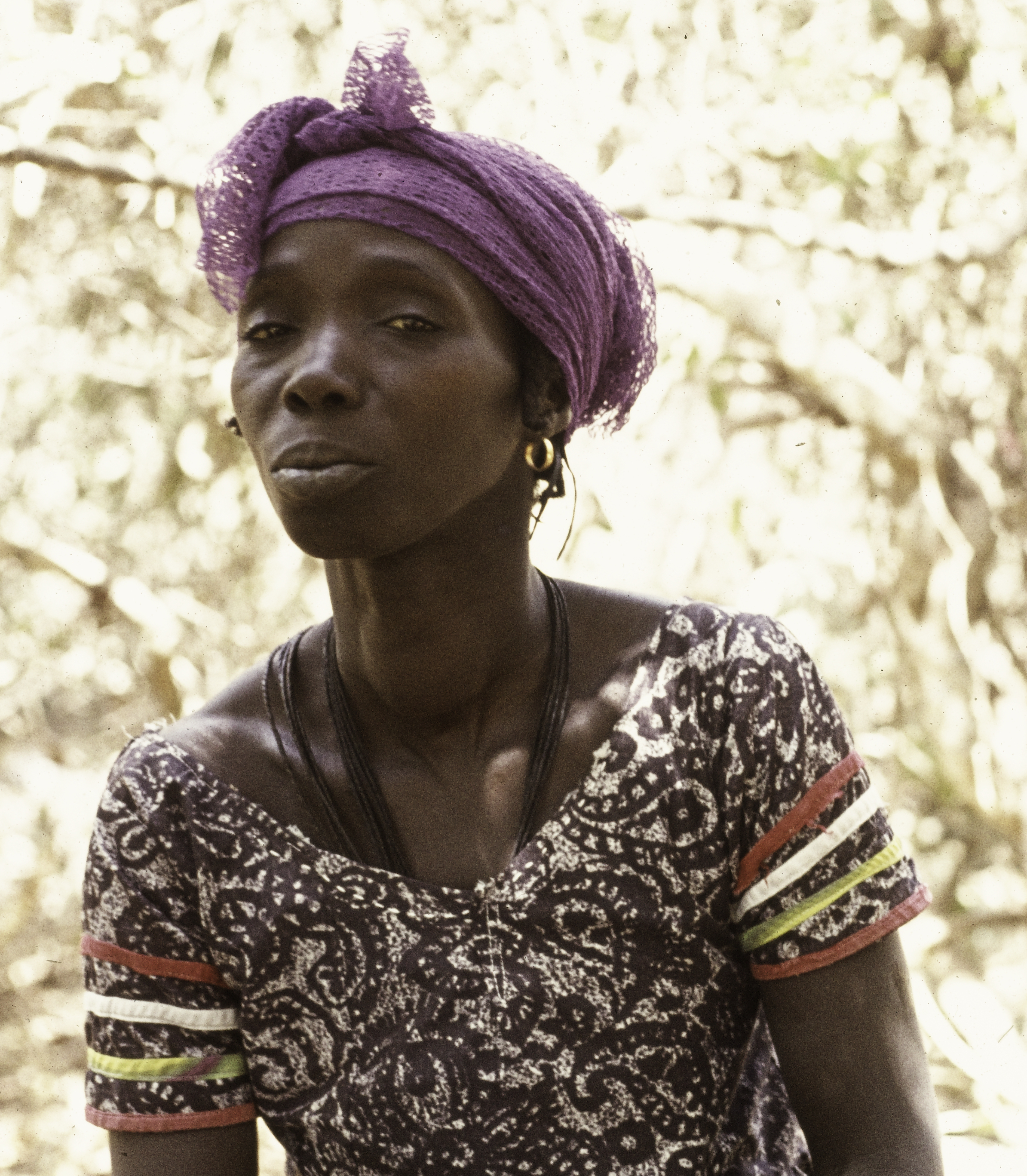
Жінка зі звільненої Гвінеї-Бісау, 1974 рік

Протокол Африканського Союзу від Мапуту 2003 року визначає насильство проти жінок як «всі дії, вчинені проти жінок, які завдають або можуть завдати їм фізичну, сексуальну, психологічну та економічну шкоду, включаючи погрозу вчинити такі дії; або обмеження та позбавлення основних свобод у приватному чи громадському житті в мирний час і під час збройних конфліктів або війни».

### Феміцид
Феміцид широко визначається як «умисне вбивство жінок», яке включає вбивство честі, вбивство через посаг, злочини на ґрунті ненависті через сексуальну орієнтацію (вбивства лесбійок), а також жіноче дітовбивство. Згідно з дослідженням Абрахамса 2013 року Південна Африка займає четверте місце за рівнем вбивств жінок: 12,9 з 100 000 жінок щорічно вбивають їхні інтимні партнери. Жінки в Південній Африці в чотири рази частіше будуть вбиті з використанням зброї, ніж жінки у США.

### Сексуальне насильство
У Беніні виконанню закону проти зґвалтування, покарання за яке може бути до п’яти років ув’язнення, заважають корупція, неефективна робота поліції та соціальна стигма. Некомпетентність поліції призводить до того, що більшість сексуальних злочинів зводяться до "проступків".

### Домашнє насильство
У більшості країн Африки домашнє насильство широко поширене, жінки неохоче повідомляють про такі випадки, а органи влади неохоче втручаються в те, що зазвичай вважається приватною сферою.

### Калічення вульви
У деяких африканських культурах каліцтво жіночих геніталій з немедичних причин виправдовується поняттями ініціації та нечистоти здорового жіночого тіла. Існує чотири типи жіночого обрізання: Тип 1 передбачає повне видалення голівки клітора, Тип 2 додатково видаляє малі статеві губи, Тип 3 зшиває вагіну після процедури Типу 2, а Тип 4 включає будь-яке інше каліцтво вагінальної тканини. Процедура дуже болюча і проводиться без належного медичного обладнання та гігієнічних процедур, що призводить до високого ризику інфекції та хронічного болю. Обрізання практикується в Сенегалі, Мавританії, Малі, Нігерії, Нігері, Чаді, Єгипті, Камеруні, Судані, Ефіопії, Сомалі, Кенії, Уганді, Центральноафриканській Республіці, Гані, Того, Беніні, Буркіна-Фасо, Сьєрра-Леоне та інших. Попри міжнародні зусилля, проблема залишається невирішенною.

## Дискримінація жінок
З 1940-х і до проголошення у Марокко незалежності від Франції (1956) марокканські жінки жили в сімейних одиницях: «закриті домівки» або гареми. Традиція гаремного способу життя для жінок поступово припинилася після здобуття Марокко незалежності.
Традиційний поділ праці в Сенегалі вважає жінок відповідальними за хатню роботу: приготування їжі, прибирання та догляд за дітьми. Вони також відповідали за велику частку сільськогосподарських робіт, включаючи прополку та збирання звичайних культур. За останні десятиліття економічні зміни та урбанізація призвели до того, що багато молодих чоловіків мігрують до таких міст, як Дакар, а сільські жінки все більше залучаються до управління лісовими ресурсами та експлуатацією проса і рису.
Гендерна дискримінація зміцнилася по всьому континенту в колоніальну епоху. У доколоніальний період жінки займали посади вождів, а деякі племена навіть мали традицію передавати династичні права на виключно чоловічі титули королівським нащадкам за матрилінійною лінією (наприклад, королівства Асантеман, Балобеду, Іджауланд, Волоф). Колоніалізм знищив силу цих вождів і традиції, натомість зміцнивши патріархальний устрій. Це викликало запеклий спротив, найбільш відомий у випадку жіночого повстання Абеокути в Нігерії. Після отримання незалежності суверенні держави зміцнили гендерні норми та класові структури, успадковані від колонізаторів, оскільки як перше, так і друге покоління африканських адміністрацій не змогли відновити традиційні повноваження жінок.

### Освіта

#### Африка на південь від Сахари
Хоча країни Африки на південь від Сахари досягли значних успіхів у забезпеченні рівного доступу до освіти для хлопчиків і дівчаток, 23% дівчат все ще не отримують початкової освіти. Соціальний клас дівчини та освіта матері сильно впливають на її подальшу здатність здобути освіту. Матері часто є першою і, можливо, єдиною формою освіти, яку може отримати дівчина. У Кот-д'Івуарі дівчата в 35 разів частіше відвідують середню школу, якщо їхній батько закінчив коледж. Оскільки 40% дівчат потрапляють у шлюб до 18 років у цих країнах, дівчата часто змушені кидати школу. Дитячі шлюби зміцнюють культурне переконання, що навчання дочок є марною тратою ресурсів, що батьки не отримають економічної вигоди, бо їхня дочка піде в іншу сім’ю. Це призводить до феномену, відомого як "перевага сина", коли сім’ї вирішують віддавати своїх синів, а не дочок, до школи через економічну вигоду, яку можуть принести сім’ї освічені сини. Крім того, дівчата, які відвідують школу, як правило, відвідують школи низької якості. Вони характеризуються відсутністю широкого спектру курсів і слабкою підготовкою до подальшого працевлаштування. Інша проблема в системах освіти – це поділ шкільних предметів за статтю. Дівчата частіше навчаються на курсах природничих наук та біології, а хлопчики вивчають математику, хімію та інженерію. За даними Інституту статистики ЮНЕСКО, у 2018 році 58,8% жінок цього регіону є грамотними. Однак рівень письменності в країнах Африки на південь від Сахари сильно відрізняється від, наприклад, Чаду, де рівень письменності жінок становить 14%, а на Сейшельських островах – 96%.

#### Південна Африка
Згідно з аналізом Ровени Мартіно щодо освітніх відмінностей між чоловіками та жінками в Південній Африці, жінки історично залишалися поза увагою в системі освіти. Це пояснюється тим, що їхня освіта є менш пріоритетною, ніж освіта їхніх братів, сексуальне насильство є поширеним явищем, а соціальний тиск до шлюбу і створення сім’ї заважає жінкам отримати освіту. Крім того, жінки частіше вирішують вивчати медсестринство та викладацьку роботу, а не будь-яку іншу професією, що ще більше зменшує їхні шанси працювати на високооплачуваних роботах.

#### Сьєрра-Леоне
З моменту заснування Сьєрра-Леоне в 1787 році жінки мали великий вплив на політичний та економічний розвиток нації. Вони також відіграли важливу роль у системі освіти, засновували школи та коледжі. Серед таких жінок: Ганна Бенка-Кокер, вшанована встановленням статуї за її внесок та Латі Гайд-Форстер, перша жінка, яка закінчила навчання в Університеті Сьєрра-Леоне (нагороджена коледжем Фура-Бей званням доктора цивільного права).
Ангола
В Анголі була заснована Організація ангольських жінок, що забезпечує легший доступ до освіти та можливість голосувати на місцевих виборах, а також виступає за прийняття законів про боротьбу з дискримінацією.

#### Північна Африка
Сім країн — Алжир, Єгипет, Лівія, Марокко, Судан, Туніс і Західна Сахара — що входять до складу Північної Африки, мають унікальне освітнє середовище через їхнє відносне багатство та сильну ісламську віру. Гендерні норми та ролі дуже суворо визначені для захисту жіночої честі та скромності, що і стає перешкодою для отримання жінками рівної освіти з чоловіками. Ці гендерні очікування знецінюють освіту жінок. Як наслідок, у країнах Північної Африки, таких як Єгипет і Марокко, рівень неписьменності серед жінок вищий, ніж в інших країнах з подібним ВВП. Подібно до країн Африки на південь від Сахари, жінки непропорційно чоловікам представлені в професіях вчителів, у сфері медицини та соціального забезпечення. Гендерні стереотипи посилюються тим, що лише 20% жінок є частиною робочої сили. Це створює замкнене коло: суспільство очікує, що жінки залишатимуться вдома, що, у свою чергу, заважає їм отримати освіту, яка необхідна для пошуку роботи з високим прибутком.
Марокко
Рівень письменності жінок у Марокко становить 65%, що все ще статистично значуще нижче, ніж рівень письменності жінок у Північній Африці (73%). Дослідження, проведене Агнау у 2004 році, показало, що для 40% жінок найбільшою перешкодою для отримання письменності були їхні батьки. Через суспільні погляди на освіту як на виключно чоловічий привілей, в Марокко немає сильної політики, спрямованої на освіту жінок. Хоча уряд проводив різноманітні кампанії з навчання грамотності, наприклад, створення Управління грамотності дорослих у 1997 році та створення Національної хартії освіти та навчання. Ці кампанії мали різний успіх у зменшенні неписьменності через обмежене фінансування, брак людських ресурсів та культурну інертність.

## В політичних правах

### Північна Африка
Алжир
Алжир вважається відносно ліберальною державою, і на статусі жінок це також відображається. На відміну від інших країн регіону, рівність жінок закріплена в законах та конституції Алжиру. Вони можуть голосувати та балотуватися на політичні посади.
Лівія
Після здобуття незалежності лівійські лідери були налаштовані на покращення стану жінок, але в рамках арабських та ісламських цінностей. Центральним у революції 1969 року було розширення прав і можливостей жінок і усунення "неповноцінного" статусу.
Сахарська Арабська Демократична Республіка
У сахарському суспільстві жінки розподіляють відповідальність на всіх рівнях соціальної організації. Стаття 41 Конституції Сахравської Арабської Демократичної Республіки гарантує, що держава буде домагатися «заохочення жінок та [їхньої] політичної, соціальної та культурної участі в будівництві суспільства та розвитку країни».

### Західна Африка
Бенін
Стан прав жінок у Беніні помітно покращився після відновлення демократії та ратифікації Конституції, а також прийняття "Особистого та сімейного кодексу" в 2004 році. Ці документи переоцінювали різні традиції та звичаї, які систематично пригнічували жінок. Тим не менш, нерівність і дискримінація зберігаються. Полігамія та примусові шлюби є незаконними, але все ще існують у суспільстві.
Нігерія
На півдні Нігерії жінки мали право голосу ще в 1950 році  [Архівовано 14 березня 2022 у Wayback Machine.] і боролися за місця на виборах 1959 року, тоді як жінки в Північній Нігерії не могли голосувати або брати участь у виборах до 1976 року  [Архівовано 14 березня 2022 у Wayback Machine.].

### Центральна Африка
Демократична Республіка Конго
Жінки в Демократичній Республіці Конго не досягли рівності з чоловіками. Хоча режим Мобуту висловлювався про важливу роль жінок у суспільстві, і хоча жінки користуються деякими законними правами (наприклад, правом власності та правом брати участь в економічному та політичному секторах), обмеження все ще зберігаються.
Руанда
Клер Воллес, Крістіан Герпфер і Памела Еббот пишуть, що, незважаючи на те, що в Руанді найвище у світі представництво жінок у парламенті, в суспільстві є три основні гендерні проблеми: робоче навантаження жінок, доступ до освіти та насильство проти жінок. Вчені дійшли висновку, що ставлення до жінок у політичних інститутах Руанди не проникло в решту руандського суспільства.

### Східна Африка
Сейшельські острови
Жінки на Сейшельських островах користуються такими ж юридичними, політичними, економічними та соціальними правами, що й чоловіки. Матері, як правило, домінують у домогосподарстві, контролюють більшість поточних витрат і піклуються про дітей. Неодружені матері є суспільною нормою, і закон вимагає від чоловіків утримувати своїх дітей. Жінки літнього віку зазвичай можуть розраховувати на фінансову підтримку від сім'ї.
Південний Судан

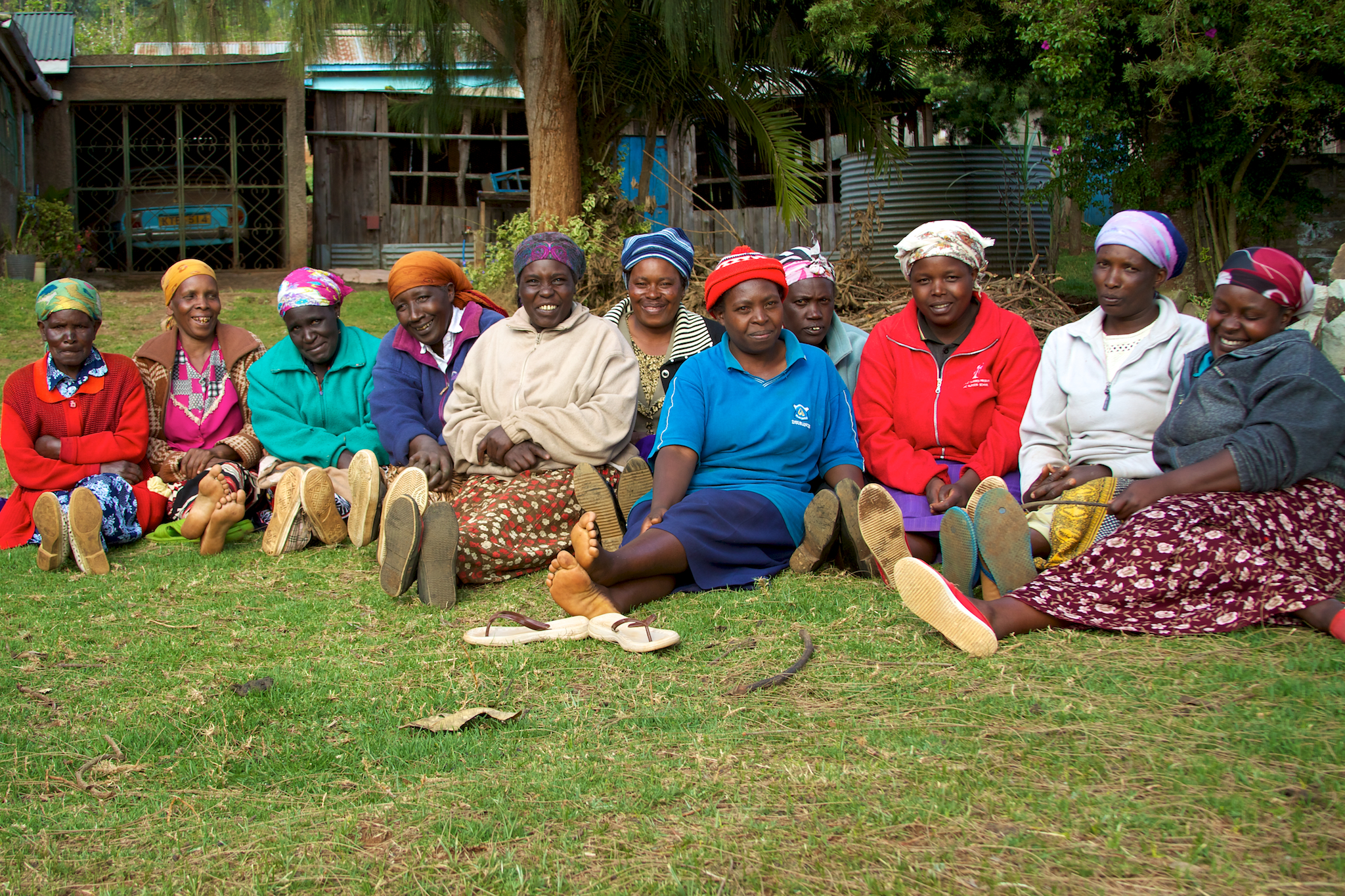
Група жінок з Лімуру в центральній Кенії, 2010 рік.

Жінки Республіки Південний Судан також брали активну участь у визвольній боротьбі, надаючи їжу та притулок солдатам, доглядаючи за дітьми та доглядаючи за пораненими героями та героїнями під час боротьби задля незалежності країни. Зокрема цим займалося формування Катіба Банат або ж "жіночий батальйон".
Судан
Судан — країна, що стикається з багатьма проблемами у сфері гендерної рівності. Freedom House поставив Судану найнижчий можливий рейтинг серед репресивних режимів у 2012 році. Південний Судан отримав дещо вищу оцінку, але також був оцінений як «невільний». У звіті за 2013 рік Судан посідає 171 місце з 186 країн за індексом людського розвитку (ІЛР). Судан також є однією з небагатьох країн, які не підписали Конвенцію про ліквідацію всіх форм дискримінації жінок (CEDAW). Незважаючи на все це, у Судані відбулися позитивні зміни щодо рівності: станом на 2012 рік жінки становлять вже 24,1% Національної асамблеї Судану.
Уганда
Ролі угандійських жінок явно підпорядковані ролі чоловіків, незважаючи на значну економічну та соціальну незалежність жінок у багатьох куточках Уганди. Жінок вчать слідувати бажанням батька, брата, чоловіка. Навіть у 1980-х жінки у сільській місцевості Буганди повинні були ставати на коліна, коли розмовляють з чоловіком. У той же час жінки взяли на себе основну відповідальність за догляд за дітьми та вирощування природних культур, а в ХХ столітті зробили значний внесок у сільське господарство товарних культур.

## В робочій силі
Жінки в Африці дуже активні, незалежно від того, чи це у сфері офіційної чи неформальної роботи. Однак африканські жінки займають лише 40% офіційних робочих місць, що призводить до гендерного розриву між працівниками в 54%. Згідно з аналізом Бандари у 2015 році, цей гендерний розрив еквівалентний 255 мільярдам доларів втрат економічного зростання. Крім того, жіночі зарплати дорівнюють в середньому двом третинам зарплати їх колег чоловіків. Деякі з проблем, з якими африканські жінки стикаються під час пошуку офіційної роботи, — це відсутність необхідної освіти та технічних навичок та подвійний тягар поєднання роботи з веденням домашнього господарства та народженням дітей. Більшість продуктів харчування в Африці виробляють жінки, але кожна окрема фермерка виробляє значно менше їжі, ніж фермери-чоловіки, оскільки жінки не мають доступу до тієї ж землі, добрив, технологій та кредитів для досягнення максимальної ефективності. Наприклад, жінки в Ефіопії та Гані виробляють відповідно на 26% і 17% менше їжі, ніж чоловіки.
Агентство розвитку сільських районів уряду Сенегалу має на меті організувати сільських жінок і активніше залучати саме їх. Жінки також відіграють важливу роль у сільських комітетах охорони здоров’я та в програмах допологового та післяпологового періоду. Культурні зміни призвели до того, що жінки вийшли на ринок праці в містах. Вони займають позиції офісних та роздрібних службовиць, домашніх працівниць та некваліфікованих робітниць на фабриках. Неурядові організації також активно сприяють розвитку економічних можливостей жінок у Сенегалі.
У травні 2011 року в Джибуті директорка з гендерних питань Департаменту жінок і сім'ї Чукрі Джиба запустила проєкт SIHA (Стратегічна ініціатива для Африканського Рогу), який покликаний підтримати та зміцнити економічну спроможність жінок у Джибуті. Проєкт фінансується грантом від Європейського Союзу.

## Відомі жінки Африки
Титуловані жінки в історії Африки включають Фатім Бей, Ндоє Демба та Ндате Ялла Мбодж із Сенегалу, Моремі, Ідіа, Аміна, Оромпото, Нана Асмау та Ефунройе Тинубу з Нігерії, Яа Асантеваа з Гани, Йенненга з Буркіна Фасо, Македа, Заудіту та Ембет Ілен з Ефіопії та Еритреї, Нанді та Шарлотту Максеке з Південної Африки та Хатшепсут з Єгипту. Багато з сучасних титулованих жінок Африки є членами Добровільної організації африканських королев і жінок-лідерок культури.
Еллен Джонсон Серліф з Ліберії була першою жінкою-президенткою в Африці. Після обрання Серліф на посаду Джойс Банда з Малаві, Аміна Гуріб з Маврикію та Сахле-Ворк Зевде з Ефіопії також піднялися на посади президенток своїх країн. Деякі інші політичні лідерки: Сільві Кінігі з Бурунді, Луїза Діого з Мозамбіку, Агата Увілінгійімана з Руанди, Марія дас Невес з Сан-Томе і Принсіпі, Аміната Туре з Сенегалу і Саара Куугонгелва з Намібії. Усі вони займали пости прем'єр-міністрерок своїх країн.

Окрім політичних лідерок, африканські країни можуть похвалитися багатьма художницями, письменницями та активістками. Наприклад: авторка пісень національного гімну Сан-Томе і Принсіпі та відома письменниця Альда ду Еспіріту Санту; Південноафриканська співачка і активістка апартеїду Міріам Макеба; Нігерійська романістка та ораторка Чимаманда Нгозі Адічі; ефіопська підприємиця в SoleRebels, Віфлеєм Алему; Нігерійська архітекторка Маріам Камара; та екологічна активістка Ванджіра Матхай; Нігерійська філантропка із США Ефе Укала; Нігерійська архітекторка, креативна підприємиця, ораторка і авторка Тосін Ошиново.